# 双考経
『双考経』（そうこうきょう、巴: Dvedhāvitakka-sutta, ドヴェーダーヴィタッカ・スッタ）とは、パーリ仏典経蔵中部に収録されている第19経。『二種考経』（にしゅこうきょう）とも。
類似の伝統漢訳経典としては、『中阿含経』（大正蔵26）の第102経「念経」等がある。
釈迦が、比丘たちに2種類の考えについて説いていく。

## 日本語訳
- 『南伝大蔵経・経蔵・中部経典1』（第9巻） 大蔵出版
- 『パーリ仏典 中部（マッジマニカーヤ）根本五十経篇I』 片山一良訳 大蔵出版
- 『原始仏典 中部経典1』（第4巻） 中村元監修 春秋社